# مارک کازین (بازیکن فوتبال)
مارک کازین (انگلیسی: Mark Cousins؛ زادهٔ ۹ ژانویهٔ ۱۹۸۷) بازیکن فوتبال اهل بریتانیا است.
از باشگاه‌هایی که در آن بازی کرده‌است می‌توان به باشگاه فوتبال کولچستر یونایتد، باشگاه فوتبال ویتون یونایتد، باشگاه فوتبال داگنم و ردبریج، باشگاه فوتبال اینفیلد تاون، و باشگاه فوتبال استاینز تاون اشاره کرد.